# Push poll
Een push poll is een opiniepeiling die niet bedoeld is om daadwerkelijk de opinie te peilen maar om een kandidaat of voorstel te promoten dan wel zwart te maken. Push polls worden over het algemeen als een vorm van verkiezingsfraude gezien.
Voorbeelden van push polls zijn het stellen van ongenuanceerde of suggestieve vragen aan geênqueteerden of het voorleggen van hypothetische situaties, die niet waar zijn maar wel een kandidaat in een kwaad daglicht kunnen stellen. Een voorbeeld van dit laatste vond volgens sommigen plaats tijdens de voorverkiezingen bij de Republikeinse Partij voor de Amerikaanse presidentsverkiezingen van 2000, toen kiezers in South Carolina werd gevraagd of ze op John McCain zouden stemmen als hij de onwettige vader zou zijn van een zwart kind, wat in werkelijkheid niet het geval was, maar mogelijk wel kiezers heeft beïnvloed.
Een andere vorm van push polling is het simpelweg verzinnen van de uitslag van een opiniepeiling, om zo te laten lijken dat een kandidaat meer voorsprong heeft dan hij in werkelijkheid heeft, hopend dat kiezers door de vermeende populariteit van deze kandidaat er eerder op zullen stemmen. In de aanloop naar de Mexicaanse presidentsverkiezingen van 2006 bijvoorbeeld werden sommige peilers ervan beschuldigd dergelijke push polls gepubliceerd te hebben.